# 提哥亚 (华盛顿州)
提哥亚（英文：Tekoa），是美国华盛顿州惠特曼县下属的一座城市。根据 2000年美国人口普查，该市有人口826人。根据2010年美国人口普查，该市有人口778人。而2011年估计该市有787人。